# XXII з'їзд КПРС
XXII з'їзд КПРС (17 жовтня — 31 жовтня 1961, Москва).

## Порядок денний
XXII з'їзд Комуністичної партії Радянського Союзу прийняв:
- Статут КПРС, який, зокрема, містив моральний кодекс будівельника комунізму;
- Програму КПРС, в якій, зокрема, затверджувалося, що до 1980 року радянський народ житиме при комунізмі.

Серед подарунків XXII з'їзду КПРС була споруда і понині найбільша в Європі Волгоградська ГЕС і вибух наймогутнішої в історії термоядерної бомби на полігоні на Новій Землі.
З'їзд підсилив заходи боротьби з культом особи Сталіна, розпочаті XX з'їздом в 1956. Саме після XXII з'їзду були перейменовані міста і об'єкти в СРСР, названі на честь Й. В. Сталіна (у державах Центральної Європи цей процес почався раніше), демонтовані пам'ятники (окрім пам'ятника на батьківщині — в Горі), а його тіло винесене з Мавзолею.

## Пам'ять

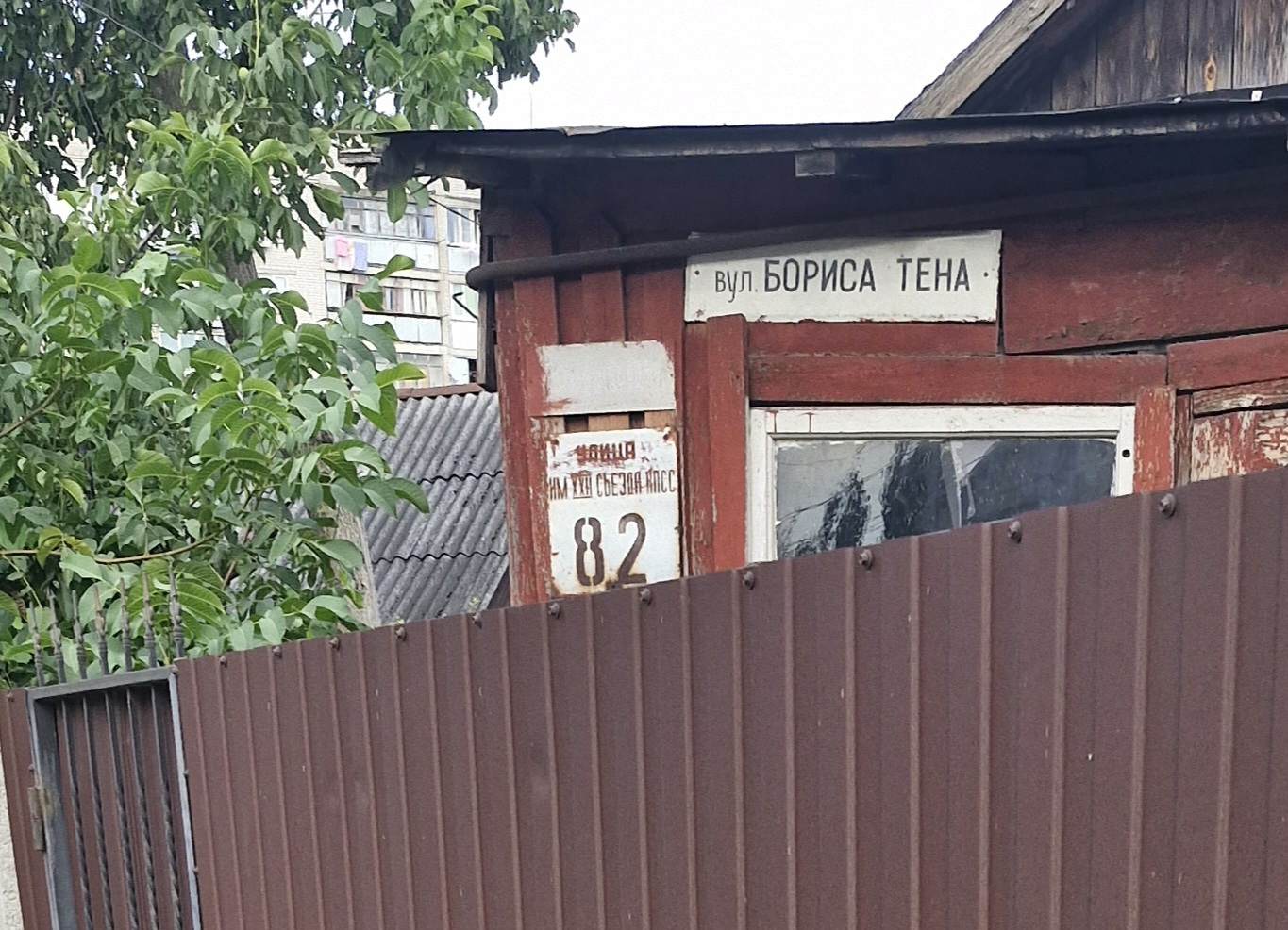
Табличка з колишньою назвою вулиці на честь XXII з'їзду КПРС, Житомир

На честь XXII з'їзду в Самарі названа вулиця в Совєтському районі, також цю назву мала вулиця в Корольовському районі Житомира (нині це вулиця Бориса Тена).

## Склад керівних органів

### Члени ЦК КПРС
- Абрамов Григорій Григорович
- Абрасимов Петро Андрійович
- Аджубей Олексій Іванович
- Андропов Юрій Володимирович
- Арістов Оверкій Борисович
- Афанасьєв Сергій Олександрович
- Ахундов Велі Юсуфович
- Баграмян Іван Христофорович
- Басов Олександр Васильович
- Бенедиктов Іван Олександрович
- Бещев Борис Павлович
- Бірюзов Сергій Семенович
- Бодюл Іван Іванович
- Брежнєв Леонід Ілліч
- Вершинін Костянтин Андрійович
- Волков Олександр Петрович
- Воробйов Георгій Іванович
- Воронов Геннадій Іванович
- Воронов Феодосій Діонісійович
- Гаганова Валентина Іванівна
- Гайовий Антон Іванович
- Галаншин Костянтин Іванович
- Гарбузов Василь Федорович
- Георгієв Олександр Васильович
- Голиков Пилип Іванович
- Горшков Сергій Георгійович
- Горячев Федір Степанович
- Гречко Андрій Антонович
- Гришин Віктор Васильович
- Гришин Костянтин Миколайович
- Гришманов Іван Олександрович
- Громико Андрій Андрійович
- Грушецький Іван Самійлович
- Даніялов Абдурахман Даніялович
- Дауленов Салькен Дауленович
- Дементьєв Петро Васильович
- Демічев Петро Нілович
- Денисов Георгій Аполінарійович
- Джавахішвілі Гіві Дмитрович
- Дигай Микола Олександрович
- Димшиць Веніамін Емануїлович
- Єгоричев Микола Григорович
- Єлютін В'ячеслав Петрович
- Єнютін Георгій Васильович
- Єрмілов Віктор Васильович
- Єфремов Леонід Миколайович
- Єфремов Михайло Тимофійович
- Жегалін Іван Кузьмич
- Заробян Яків Микитович
- Засядько Олександр Федорович
- Захаров Матвій Васильович
- Зорін Валеріан Олександрович
- Іващенко Ольга Іллівна
- Ігнатов Микола Григорович
- Ігнатов Микола Федорович
- Ільїчов Леонід Федорович
- Кавун Василь Михайлович
- Казанець Іван Павлович
- Калмиков Валерій Дмитрович
- Калнберзін Ян Едуардович
- Капітонов Іван Васильович
- Кебін Іван Густавович
- Келдиш Мстислав Всеволодович
- Кириленко Андрій Павлович
- Кисельов Іван Іванович
- Кисельов Тихон Якович
- Клименко Василь Костянтинович
- Коваленко Олександр Власович
- Кожевников Євген Федорович
- Козлов Фрол Романович
- Кокарєв Олександр Якимович
- Комяхов Василь Григорович
- Конєв Іван Степанович
- Коновалов Микола Семенович
- Корнійчук Олександр Євдокимович
- Коротченко Дем'ян Сергійович
- Коритков Микола Гаврилович
- Костоусов Анатолій Іванович
- Косигін Олексій Миколайович
- Крахмальов Михайло Костянтинович
- Крилов Микола Іванович
- Крилов Олексій Георгійович
- Кузнецов Василь Васильович
- Кулаков Федір Давидович
- Кунаєв Дінмухамед Ахмедович
- Курбанов Рахманкул Курбанович
- Куусінен Отто Вільгельмович
- Кучеренко Володимир Олексійович
- Кучумов Павло Сергійович
- Лесечко Михайло Оксентійович
- Ломако Петро Фадійович
- Лубенников Леонід Гнатович
- Ляшко Олександр Павлович
- Мазуров Кирило Трохимович
- Малиновський Родіон Якович
- Мануковський Микола Федорович
- Манякін Сергій Йосипович
- Мжаванадзе Василь Павлович
- Михайлов Микола Олександрович
- Мікоян Анастас Іванович
- Монашев Леонід Гаврилович
- Москаленко Кирило Семенович
- Мурисєв Олександр Сергійович
- Мухітдінов Нуритдін Акрамович
- Насриддінова Ядгар Садиківна
- Ніколаєва Тетяна Миколаївна
- Новиков Володимир Миколайович
- Новиков Гнат Трохимович
- Нурієв Зія Нурійович
- Овезов Балиш Овезович
- Органов Микола Миколайович
- Павлов Сергій Павлович
- Патолічев Микола Семенович
- Пегов Микола Михайлович
- Пельше Арвід Янович
- Писін Костянтин Георгійович
- Підгорний Микола Вікторович
- Полянський Дмитро Степанович
- Пономарьов Борис Миколайович
- Попова Ніна Василівна
- Поспєлов Петро Миколайович
- Притицький Сергій Осипович
- Пузанов Олександр Михайлович
- Расулов Джабар
- Рашидов Шараф Рашидович
- Розенко Петро Якимович
- Руденко Роман Андрійович
- Руднєв Костянтин Миколайович
- Румянцев Олексій Матвійович
- Рябиков Василь Михайлович
- Сатюков Павло Олексійович
- Сєнін Іван Семенович
- Сердюк Зиновій Тимофійович
- Синиця Михайло Сафронович
- Скрябін Володимир Володимирович
- Славський Юхим Павлович
- Смирнов Леонід Васильович
- Снечкус Антанас Юозович
- Соболь Микола Олександрович
- Соколов Тихон Іванович
- Соловйов Леонід Миколайович
- Соломенцев Михайло Сергійович
- Спиридонов Іван Васильович
- Степанов Сергій Олександрович
- Сурганов Федір Онисимович
- Суслов Михайло Андрійович
- Табеєв Фікрят Ахмеджанович
- Титов Віталій Миколайович
- Титов Федір Єгорович
- Толстиков Василь Сергійович
- Толубєєв Микита Павлович
- Устинов Дмитро Федорович
- Усубалієв Турдакун Усубалійович
- Федосєєв Петро Миколайович
- Фокін Віталій Олексійович
- Фурцева Катерина Олексіївна
- Хрущов Микита Сергійович
- Червоненко Степан Васильович
- Чернишов Василь Юхимович
- Чуйков Василь Іванович
- Чураєв Віктор Михайлович
- Шверник Микола Михайлович
- Шевченко Володимир Васильович
- Шелєпін Олександр Миколайович
- Шелест Петро Юхимович
- Шибаєв Олексій Іванович
- Шитиков Олексій Павлович
- Школьников Олексій Михайлович
- Шолохов Михайло Олександрович
- Шуригін Віктор Олександрович
- Щербицький Володимир Васильович
- Щетинін Семен Миколайович
- Юнак Іван Харитонович
- Якубовський Іван Гнатович
- Яснов Михайло Олексійович

### Кандидати у члени ЦК КПРС
- Абдуразаков Малік Абдуразакович
- Анналієв Абди Анналійович
- Антонов Василь Іванович
- Антонов Олексій Костянтинович
- Арушанян Шмавон Мінасович
- Афанасенко Євген Іванович
- Афанасьєв Павло Якович
- Базовський Володимир Миколайович
- Бакаєв Віктор Георгійович
- Батицький Павло Федорович
- Бейсебаєв Масимхан Бейсебайович
- Борисов Олександр Пилипович
- Борисов Семен Захарович
- Бочкарьов Олександр Панкратович
- Брехов Костянтин Іванович
- Бубновський Микита Дмитрович
- Будьонний Семен Михайлович
- Булгаков Олександр Олександрович
- Бутома Борис Євстахійович
- Бухаров Олександр Семенович
- Варенцов Сергій Сергійович
- Ватченко Олексій Федосійович
- Вороніна Параскевія Олексіївна
- Гаврилов Михайло Олександрович
- Герасимов Костянтин Михайлович
- Гетьман Андрій Лаврентійович
- Грибачов Микола Матвійович
- Густов Іван Степанович
- Денисов Георгій Якович
- Діордиця Олександр Пилипович
- Долинюк Євгенія Олексіївна
- Дригін Анатолій Семенович
- Ємельянов Василь Семенович
- Єпішев Олексій Олексійович
- Єременко Андрій Іванович
- Єрмін Лев Борисович
- Жигалін Володимир Федорович
- Журавльова Марина Іллівна
- Захаров Михайло Єгорович
- Золотухін Григорій Сергійович
- Зотов Василь Петрович
- Іващенко Олександр Венедиктович
- Іскендеров Мамед Абдул огли
- Іслюков Семен Матвійович
- Ішков Олександр Якимович
- Казаков Михайло Ілліч
- Каїров Іван Андрійович
- Кальченко Степан Власович
- Кандренков Андрій Андрійович
- Карлов Володимир Олексійович
- Кахаров Абдулахад
- Кириллін Володимир Олексійович
- Клаусон Вальтер Іванович
- Климов Олександр Петрович
- Коваль Іван Григорович
- Кованов Павло Васильович
- Козинець Микола Федорович
- Козлов Василь Іванович
- Козир Павло Пантелійович
- Коломієць Федір Степанович
- Колчина Ольга Павлівна
- Конотоп Василь Іванович
- Корнієць Леонід Романович
- Кортунов Олексій Кирилович
- Кочінян Антон Єрвандович
- Кошовий Петро Кирилович
- Кротов Віктор Васильович
- Кузьмич Антон Савич
- Кумикін Павло Миколайович
- Курашов Сергій Володимирович
- Лаврентьєв Михайло Олексійович
- Леонов Павло Артемович
- Ликова Лідія Павлівна
- Лощенков Федір Іванович
- Лутак Іван Кіндратович
- Мальбахов Тімбора Кубатійович
- Мамай Микола Якович
- Мамбетов Болот Мамбетович
- Марченко Іван Тихонович
- Машеров Петро Миронович
- Мельников Микола Панасович
- Меньшиков Михайло Олексійович
- Мусаханов Мірзамахмуд Мірзарахманович
- Мюрісепп Олексій Олександрович
- Ніколаєв Костянтин Кузьмич
- Новиков Костянтин Олександрович
- Ольшанський Михайло Олександрович
- Орлов Георгій Михайлович
- Осипов Георгій Іванович
- Павлов Георгій Сергійович
- Палецкіс Юстас Ігнович
- Патон Борис Євгенович
- Пейве Ян Вольдемарович
- Пеньковський Валентин Антонович
- Пєтухов Борис Федорович
- Піменов Михайло Олександрович
- Плієв Ісса Олександрович
- Полікарпов Дмитро Олексійович
- Польохін Михайло Арсентійович
- Поляков Василь Іванович
- Поляков Іван Євтійович
- Пономарьов Михайло Олександрович
- Попов Георгій Іванович
- Постовалов Сергій Осипович
- Привалов Михайло Мойсейович
- Псурцев Микола Дем'янович
- Пузиков Сергій Тимофійович
- Пушкін Георгій Максимович
- Родіонов Микола Миколайович
- Рокосовський Костянтин Костянтинович
- Романов Олексій Володимирович
- Рудаков Олександр Петрович
- Руденко Сергій Гнатович
- Савицький Євген Якович
- Саюшев Вадим Аркадійович
- Семенов Валентин Олександрович
- Семенов Іван Михайлович
- Семенов Микола Миколайович
- Семичастний Володимир Юхимович
- Сербин Іван Дмитрович
- Сизов Геннадій Федорович
- Скачков Семен Андрійович
- Скочилов Анатолій Андріанович
- Скулков Ігор Петрович
- Смирнов Василь Олександрович
- Смирнов Микола Іванович
- Смирнов Микола Іванович
- Смирнов Олександр Іванович
- Соколовський Василь Данилович
- Сотников Володимир Петрович
- Степанов Василь Павлович
- Строкін Микола Іванович
- Струєв Олександр Іванович
- Стученко Андрій Трохимович
- Судець Володимир Олександрович
- Сурков Олексій Олександрович
- Тарасов Олександр Михайлович
- Твардовський Олександр Трифонович
- Тимошенко Семен Костянтинович
- Тихонов Микола Олександрович
- Тікунов Вадим Степанович
- Тока Салчак Калбакхорекович
- Федоров Віктор Степанович
- Філіпов Василь Родіонович
- Фірюбін Микола Павлович
- Флорентьєв Леонід Якович
- Францов Георгій Павлович
- Фролов Василь Семенович
- Хитров Степан Дмитрович
- Худайбердиєв Нармахонмаді Джурайович
- Чабаненко Андрій Трохимович
- Шокін Олександр Іванович
- Шумаускас Мотеюс Юозович
- Щербина Борис Євдокимович
- Юсупов Ісмаїл Абдурасулович

### Члени ЦРК КПРС
- Абдразяков Абдулхак Асвянович
- Абизов Василь Петрович
- Багдасарян Оганес Мнацаканович
- Байрамов Нурберди
- Баскаков Сергій Олексійович
- Бойкова Ганна Петрівна
- Бугаєв Євген Йосипович
- Буркацька Галина Євгенівна
- Виноградов Сергій Олександрович
- Владиченко Іван Максимович
- Горкін Олександр Федорович
- Городовиков Басан Бадьмінович
- Горюнов Дмитро Петрович
- Грибков Михайло Петрович
- Дементьєва Раїса Федорівна
- Джафаров Сафтар Мамед огли
- Дзоценідзе Георгій Самсонович
- Дмитрін Олександр Григорович
- Дрозденко Василь Іванович
- Єгоров Анатолій Григорович
- Єлістратов Петро Матвійович
- Жуков Юрій Олександрович
- Загафуранов Файзрахман Загафуранович
- Зімянін Михайло Васильович
- Кабалоєв Білар Емазайович
- Кабков Яків Іванович
- Кодіца Іван Сергійович
- Козлов Григорій Іванович
- Кочетов Всеволод Онисимович
- Красовський Степан Якимович
- Крейзер Яків Григорович
- Кулатов Турабай
- Куликова Марія Василівна
- Лобанок Володимир Єлисейович
- Малін Володимир Никифорович
- Мартинов Микола Васильович
- Миронов Микола Романович
- Миронова Зоя Василівна
- Морозов Петро Іванович
- Московський Василь Петрович
- Муравйова Нонна Олександрівна
- Орлов Михайло Анатолійович
- Панькін Іван Степанович
- Панюшкін Олександр Семенович
- Пігальов Петро Пилипович
- Подзерко Віктор Андрійович
- Попов Борис Веніамінович
- Прокоф'єв Олександр Андрійович
- Промислов Володимир Федорович
- Рахматов Мірзо
- Семенов Володимир Семенович
- Сєнькін Іван Ілліч
- Сєров Володимир Олександрович
- Скрипко Микола Семенович
- Смирнов Володимир Іванович
- Снастін Василь Іванович
- Солдатов Олександр Олексійович
- Старовський Володимир Никонович
- Степаков Володимир Ілліч
- Трофимов Олександр Степанович
- Хрєнников Тихон Миколайович
- Чередниченко Євген Трохимович
- Шаріпов Ісагалі Шаріпович
- Шикін Йосип Васильович
- Шуйський Григорій Трохимович